# I Don't Like Mondays
"I Don't Like Mondays" (no me agradan los lunes/No me gustan los lunes) es una canción de The Boomtown Rats que fue el número uno de la lista de éxitos del Reino Unido durante cuatro semanas del verano de 1979. Escrita por Bob Geldof, fue el segundo sencillo de la banda.
Su letra hace referencia a un tiroteo en inmediaciones de una escuela primaria de San Diego en Estados Unidos, así como lo hizo tres décadas más tarde la canción "Pumped Up Kicks", evidenciando un problema recurrente e irresoluto de la sociedad de ese país de fascinación con la violencia armada.

## Historia
Geldof explicó que escribió la canción después de leer un teletipo en la radio del campus de la Universidad del Estado de Georgia, WRAS, sobre el tiroteo cometido por Brenda Ann Spencer, de 16 años, quien disparó desde la ventana de su apartamento hacia el patio de la escuela primaria Grover Cleveland en San Diego, California, Estados Unidos el lunes 29 de enero de 1979. Spencer mató a dos adultos, incluido el director, e hirió a ocho niños y a un oficial de policía. Ella no mostró ningún remordimiento por su crimen y la única explicación que dio sobre su acción fue "No me gustan los lunes. Esto me anima el día". La canción se interpretó por primera vez al cabo de menos de un mes. Geldof explica cómo escribió la canción:

Estaba haciendo una entrevista de radio en Atlanta con Fingers y había una máquina de teletipo. Lo leí en cuanto salió. Que no le gustaran los lunes como un motivo para hacer algo es un poco extraño. Estaba pensando en ello en el camino de vuelta al hotel y dije  'un chip de silicio dentro de su cabeza se sobrecargó' ('Silicon chip inside her head had switched to overload'). Lo escribí. Y los periodistas que la entrevistaban decían '¿Dime por qué?' ('Tell me why?'). Era un acto sin sentido. Era el acto sin sentido perfecto y esa era la razón sin sentido perfecta para hacerlo. Así que pude escribir la canción sin sentido perfecta para ilustrarlo. No fue un intento de explotar la tragedia.

Geldof destinó originalmente la canción a la cara B, pero cambió de opinión después de que la canción fuera un éxito de audiencia en la gira de The Boomtown Rats por Estados Unidos. La familia de Spencer intentó, sin éxito, evitar que el sencillo se editara en Estados Unidos. A pesar de ser un éxito en el Reino Unido, sólo llegó al número 73 del Billboard Hot 100 estadounidense. La canción sonó de forma regular en radiofórmulas de los Estados durante la década de 1980, aunque las emisoras de radio de San Diego se abstuvieron de emitir la canción durante algunos años por respeto a las sensibilidades locales ante el tiroteo. La canción fue número uno de la lista de sencillos del Reino Unido en julio de 1979. En el Reino Unido ganó los premios Ivor Novello en la categoría de mejor canción pop y letra excepcional.
En un concierto en Londres en 1995, antes del décimo aniversario de Live Aid (durante el cual el mismo Geldof interpretó la canción), Bon Jovi la versionó después de que Geldof lo acompañara en el escenario del Wembley Arena. Esta actuación fue grabada en el disco en directo One Wild Night Live 1985-2001 de Bon Jovi, así como en la primera edición del doble álbum These Days. Fue versionada por Tori Amos en su álbum de 2001 Strange Little Girls. El propio Geldof realizó una improvisada versión de la canción mientras presentaba el concierto Live 8 en Londres, el 2 de julio de 2005. Geldof acompañó a Bon Jovi nuevamente para una nueva interpretación de la canción en el O2 Arena el 23 de junio de 2010, la décima noche de su estancia de 12 noches.

## Video musical
Un video musical dirigido por David Mallet fue empleado para promocionar la canción. El vídeo comienza con los Boomtown Rats actuando con un coro de niños en los asientos interpretando el estribillo ("Tell Me Why?"). A continuación, se muestra el salón de una familia en la que la hija acaba de volver del colegio, pero en este caso el estribillo es interpretado por los otros tres miembros de la banda al cantante principal Bob Geldof. Luego se pasa a un relleno de piano suave con Geldof frente a un fondo blanco con gafas de sol cantando la última estrofa de la versión del single. Después de la línea "And the lesson today is how to die" (Y la lección de hoy es cómo morir) aparecen rápidamente una serie de jump cuts de Geldof antes de cantar las últimas líneas. Posteriormente se introduce el estribillo final, esta vez interpretado por los mismos niños del comienzo. El clip termina con los Boomtown Rats mirando una imagen de croma de una casa en una llanura cubierta de hierba.

## Letra de la canción
The silicon chip inside her head

Gets switched to overload

And nobody's gonna go to school today

She's going to make them stay at home

And daddy doesn't understand it

He always said she was as good as gold

And he can see no reason

 'Cause there are no reasons

What reason do you need to be sure, Oh, oh, oh!

Tell me why!

I don't like Mondays

Tell me why!

I don't like Mondays

Tell me why!

I don't like Mondays, I want

to shoot the whole day down

The Telex machine is kept so clean

As it types to a waiting world

And mother feels so shocked

Father's world is rocked

And their thoughts turn to their own little girl

Sweet sixteen ain't that peachy keen

Now, it ain't so neat to admit defeat

They can see no reasons

 'Cause there are no reasons

What reason do you need? oh, oh!

Tell me why!

I don't like Mondays

Tell me why!

I don't like Mondays

Tell me why!

I don't like Mondays, I want

to shoot the whole day down, down, down

Shoot it all down

All the playing's stopped in the playground now

She wants to play with her toys a while

And school's out early and soon we'll be learning

And the lesson today is how to die

And then the bullhorn crackles

And the captain tackles

With the problems and the how's and why's

And he can see no reasons

 'Cause there are no reasons

What reason do you need to die? die!

Oh, oh, oh... and the silicon chip inside her head

Gets switched to overload

And nobody's gonna go to school today

She's going to make them stay at home

And daddy doesn't understand it

He always said she was as good as gold

And he can see no reason

 'Cause there are no reasons

What reason do you need to be sure?

Tell me why!

I don't like Mondays

Tell me why!

I don't like Mondays

Tell me why!

I don't like! I don't like! I don't like Mondays!!

Tell me why!

I don't like, I don't like, (tell me why!) I don't like Mondays!

Tell me why!

I don't like Mondays, I want

to shoot, the whole day down... Ooh, ooh, ooh!

## Posiciones y certificación
| Lista (1979–80)                                  | Posición |
| ------------------------------------------------ | -------- |
| Australia (ARIA)                                 | 1        |
| Austria (Ö3 Austria Top 40)                      | 10       |
| Bélgica (Flandes) (Ultratop 50)                  | 3        |
| Canadá (RPM Top Singles)                         | 4        |
| Irlanda (IRMA)                                   | 1        |
| Países Bajos (Dutch Top 40)                      | 2        |
| Países Bajos (Mega Single Top 100)               | 2        |
| Nueva Zelanda (Recorded Music NZ)                | 3        |
| Noruega (VG-lista)                               | 3        |
| Sudáfrica (Springbok Radio)                      | 1        |
| España (AFYVE)                                   | 7        |
| Suecia (Sverigetopplistan)                       | 2        |
| Suiza (Schweizer Hitparade)                      | 6        |
| Reino Unido (UK Singles Chart)                   | 1        |
| Estados Unidos (Billboard Hot 100)               | 73       |
| US Cash Box Top 100                              | 84       |
| Alemania Occidental (Offizielle Deutsche Charts) | 6        |

| Lista (1979)                          | Posición |
| ------------------------------------- | -------- |
| Australia (ARIA)                      | 6        |
| Belgium (Ultratop Flanders)           | 31       |
| Canada Top Singles (RPM)              | 117      |
| Netherlands (Dutch Top 40)            | 26       |
| Netherlands (Single Top 100)          | 38       |
| New Zealand (Recorded Music NZ)       | 25       |
| South Africa (Springbok Radio)        | 11       |
| UK Singles (OCC)                      | 4        |
| West Germany (Official German Charts) | 48       |

| Lista (1980)             | Posición |
| ------------------------ | -------- |
| Canada Top Singles (RPM) | 55       |